# Open Source Program Office
Ein Open Source Program Office (OSPO) ist eine Organisationseinheit, die sich um Freie- und Offene Software, etwaige Open Hardware und Offene Standards kümmert.
OSPOs werden von zahlreichen Unternehmen wie Yahoo, Goldman Sachs, Bloomberg L.P., Comcast oder Porsche, Universitäten wie dem Trinity College Dublin oder der Johns Hopkins University oder auch in der öffentlichen Verwaltung, z. B. von der Weltgesundheitsorganisation oder gematik, betrieben.
Zu den Aufgaben eines OSPOs gehören:
- Interessenvertretung für freie Software innerhalb der Organisation:[8][3]
  - Internes und externes Community Management und Betreuung der jeweiligen Maintainer der Softwareprojekte.
  - Betreuung öffentlicher Softwareentwicklungsplattformen.
- Lizenzmanagement und Nutzungsfreigabe von freier Software:
  - Dokumentation von Abhängigkeiten in genutzter oder eingebundener freie Software, um Sicherheitslücken oder Verstöße gegen Softwarelizenzen aus Software Dritter zu verhindern.
  - Erstellung und Überwachung von Richtlinien zur Lizenz-Kompatibilität von Softwarelizenzen in genutzten Anwendungen oder veröffentlichten Produkten.[9][8][3]
- Unternehmenskommunikation der Open-Source-Strategie innerhalb und außerhalb der Organisation[9] und Kontakt zu anderen OSPOs.
- Entwicklung und Adaption von Geschäftsmodellen für Open-Source-Software.[9]

Private Unternehmen versprechen sich durch die Einrichtung von OSPOs unter anderem Rechtssicherheit, einen Aufwuchs von Entwicklungs-, Vermarktungs- und Instandhaltungskapazitäten sowie die erleichterte Nutzung von offen lizenzierten Produkten. Für öffentliche Einrichtungen können OSPOs zur Nutzung von Softwarelösungen über verschiedene Organisationeinheiten hinweg, die Kostenreduktion sowie zur Wahrung und dem Aufbau öffentlicher Güter geeignet sein. Die Einrichtung kann in beiden Bereichen als Beitrag zur Erreichung der UN-Nachhaltigkeitsziele (SDG) dienen.
Seit 2023 richtet der UN-Sondergesandte für Technologie die jährliche Konferenz OSPOs for Good aus.